# Vindula kschattryia
Vindula kschattryia är en fjärilsart som beskrevs av Hans Fruhstorfer 1912. Vindula kschattryia ingår i släktet Vindula och familjen praktfjärilar. Inga underarter finns listade i Catalogue of Life.